# گمینا مانووو
گمینا مانووو (به لهستانی:  Gmina Manowo) یک گمینا در لهستان است که در شهرستان کوشالین واقع شده‌است. گمینا مانووو ۱۸۸٫۵۷ کیلومتر مربع مساحت و ۶٬۳۲۲ نفر جمعیت دارد.